# Saidt Mustafá
Saidt Mustafá Céspedes (Santa Cruz de la Sierra, 26 de noviembre de 1989) es un futbolista boliviano. Juega como guardameta y su equipo actual es Nacional Potosí de la Primera División de Bolivia.

## Trayectoria
Mustafá empezó a jugar en el Club Deportivo Universidad Cruceña, posteriormente en Real Santa Cruz con el que saldría subcampeón de la Asociación Cruceña de Fútbol en 2013. Hasta que en 2013 fue fichado por Sport Boys Warnes, club donde salió campeón de la liga boliviana en 2015.
En 2022 fichó para el Club Atlético Nacional Potosí.

## Clubes
| Club            | País    | Año           |
| --------------- | ------- | ------------- |
| Sport Boys      | Bolivia | 2013-2018     |
| Bolívar         | Bolivia | 2019          |
| Guabirá         | Bolivia | 2020-2021     |
| Nacional Potosí | Bolivia | 2022-presente |

## Palmarés

### Títulos nacionales
| Título           | Club              | País    | Año           |
| ---------------- | ----------------- | ------- | ------------- |
| Primera División | Sport Boys Warnes | Bolivia | Apertura 2015 |
| Primera División | Bolívar           | Bolivia | Apertura 2019 |